# Mario Alinei
Mario Alinei  (* 10. August 1926 in Turin; † 9. August 2018 in Impruneta) war ein italienischer Italianist und Sprachwissenschaftler, der in den Niederlanden wirkte.

## Leben und Werk
Alinei studierte in Rom Italianistik und schloss 1951 ab. Er ging 1959 in die Niederlande und wurde 1962 Dozent sowie 1968 Inhaber des Lehrstuhls für Italienisch an der Universität Utrecht. Nach seiner Emeritierung 1987 ging er nach Italien zurück und verstarb dort 2018 im Alter von 91 Jahren.
Alinei war ein Pionier der elektronischen Verarbeitung von Sprachdaten nicht nur des Italienischen, sondern darüber hinaus. Er gab 1965 den Anstoß zur Computer-Erstellung des Atlas linguarum Europae (Atlas der europäischen Sprachen), der mit Hilfe der UNESCO von 1975 bis 2007 erschien (bis 1999 unter seiner Führung). 1980 gründete Alinei die Zeitschrift Quaderni di Semantica. Vor allem in seiner langen Schaffenszeit als Emeritus forschte er eingehend auf dem Gebiet der Indogermanistik und der Vergleichenden Sprachwissenschaft.

## Werke (Auswahl)
- Dizionario inverso italiano. Mouton, Den Haag 1962.
- La struttura del lessico. Mulino, Bologna 1974.
- Lingua e dialetti. Struttura, storia e geografia. Mulino, Bologna 1984.
- Dal totemismo al cristianesimo popolare. Sviluppi semantici nei dialetti italiani ed europei. Alessandria 1984.
- Origini delle Lingue d’Europa. 2 Bde. Mulino, Bologna 1996–2000.
- Etrusco. Una forma arcaica di ungherese. Mulino, Bologna 2003.
- Il sorriso della Gioconda. Mulino, Bologna 2006.
- L’origine delle parole. Rom 2009.
- Gli etruschi erano turchi. Dalla scoperta delle affinità genetiche alle conferme linguistiche e culturali. Alessandria 2013.
- (mit Francesco Benozzo)  DESLI. Dizionario etimologico-semantico della lingua italiana. Come nascono le parole . Bologna 2015.
- (mit Francesco Benozzo) Dizionario etimologico-semantico dei cognomi italiani DESCI. Varazze 2017.
- (mit Francesco Benozzo)  Falsi germanismi nelle lingue romanze con particolare riguardo all’area italiana . Alessandria 2018.